# Quartier Université-Montmuzard
Le quartier Université-Montmuzard est un quartier de Dijon  situé à l'est de la ville, peuplé majoritairement par des étudiants, le campus de l'Université de Bourgogne étant situé dans ce quartier. Il est découpé en plusieurs secteurs : Faubourg Saint-Michel, Champmaillot, Hyacinthe Vincent, Mansart, Montmuzard et Université.

## Description
Jouxtant le campus universitaire, le quartier comporte au nord divers équipements qui lui sont liés (restaurant et résidences pour étudiants), ainsi que l'Institut national supérieur des sciences agronomiques, de l'alimentation et de l'environnement. En bordure de la rue d'Auxonne tandis que de nouveaux immeubles se construisent et que de nombreux bâtiments sont restaurés (la rue d'Auxonne et ses abords font l'objet d'une opération programmée de l'habitat), l'Office public d'aménagement de la ville de Dijon entreprend la deuxième phase de rénovation de l'espace Mansart.
L'est du quartier en limite du territoire de la Ville reste un espace cultivé. De nombreux jardins familiaux ont été créés. Au début des années 90, le district de l'agglomération dijonnaise a construit au nord-est un crématorium et aménagé un cimetière intercommunal.
Les habitations du quartier sont essentiellement situées à l'ouest du boulevard Paul Doumer. Elles voisinent avec des équipements dotés de grands espaces verts : le groupe scolaire Montmuzard, la maison de retraite des petites sœurs des pauvres, l'école Saint-Dominique (vestige du parc et du château de Montmuzard). Au cours de ces trente dernières années, le départ d'activités industrielles et artisanales a laissé la place à de nouveaux immeubles, notamment aux abords de la voie ferrée. L'est du quartier est couvert par le vaste ensemble du Parc des Sports avec stades, vélodrome, terrains de tennis, patinoire, etc. et l'Hôpital Hyacinthe Vincent.

Dans un avenir proche, c'est l'est de ce quartier, principalement réservé aux grands équipements, qui devrait subir le plus de modifications avec la réaffectation du site de l'ancien Hôpital militaire Hyacinthe Vincent concerné par le programme national de restructuration militaire. Facilement accessible depuis les différents quartiers de Dijon et prochainement avec la liaison Arc/Tille-Dijon, cet espace constituera une nouvelle entrée de la ville.

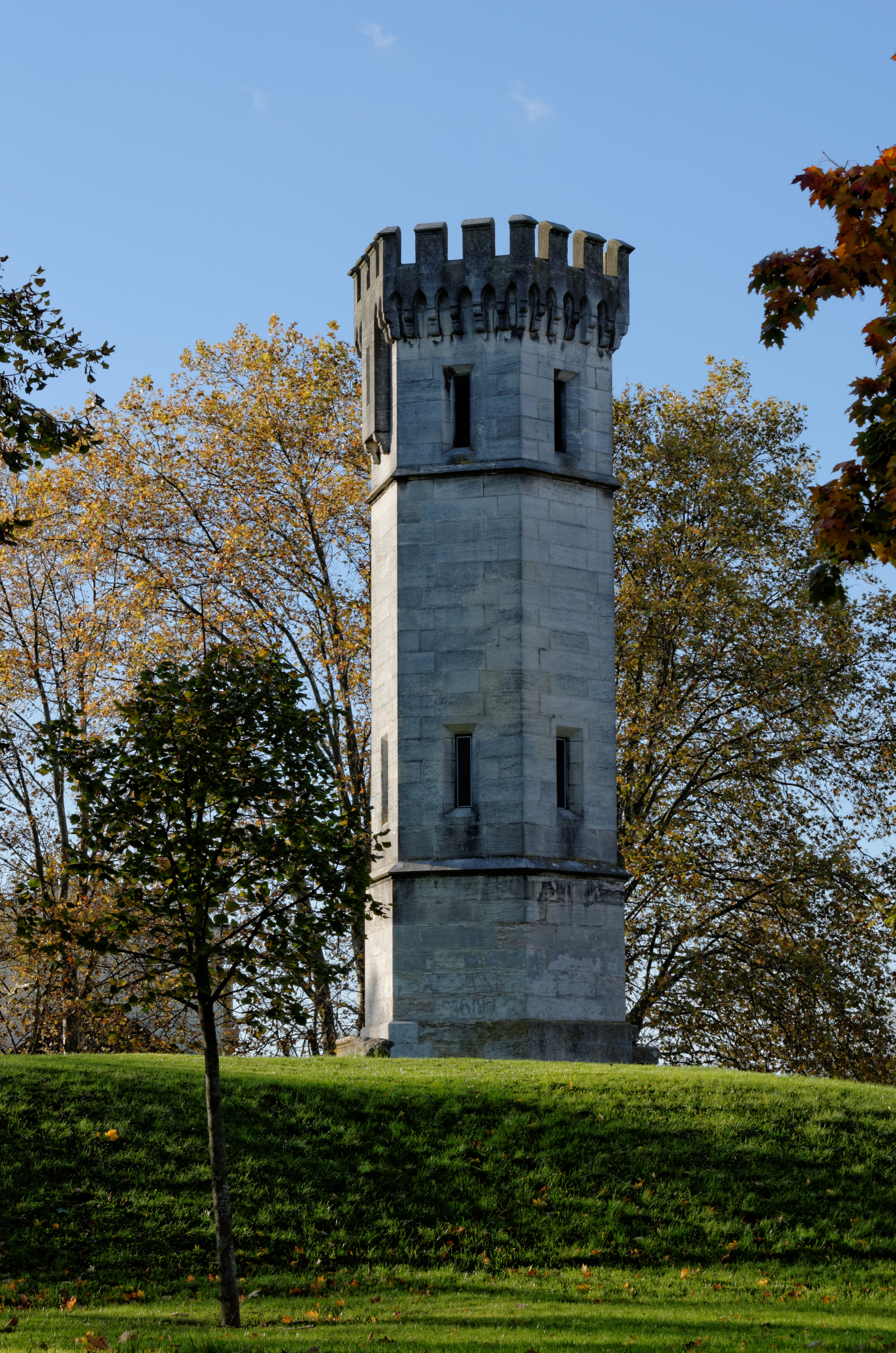
Réservoir d'eau.
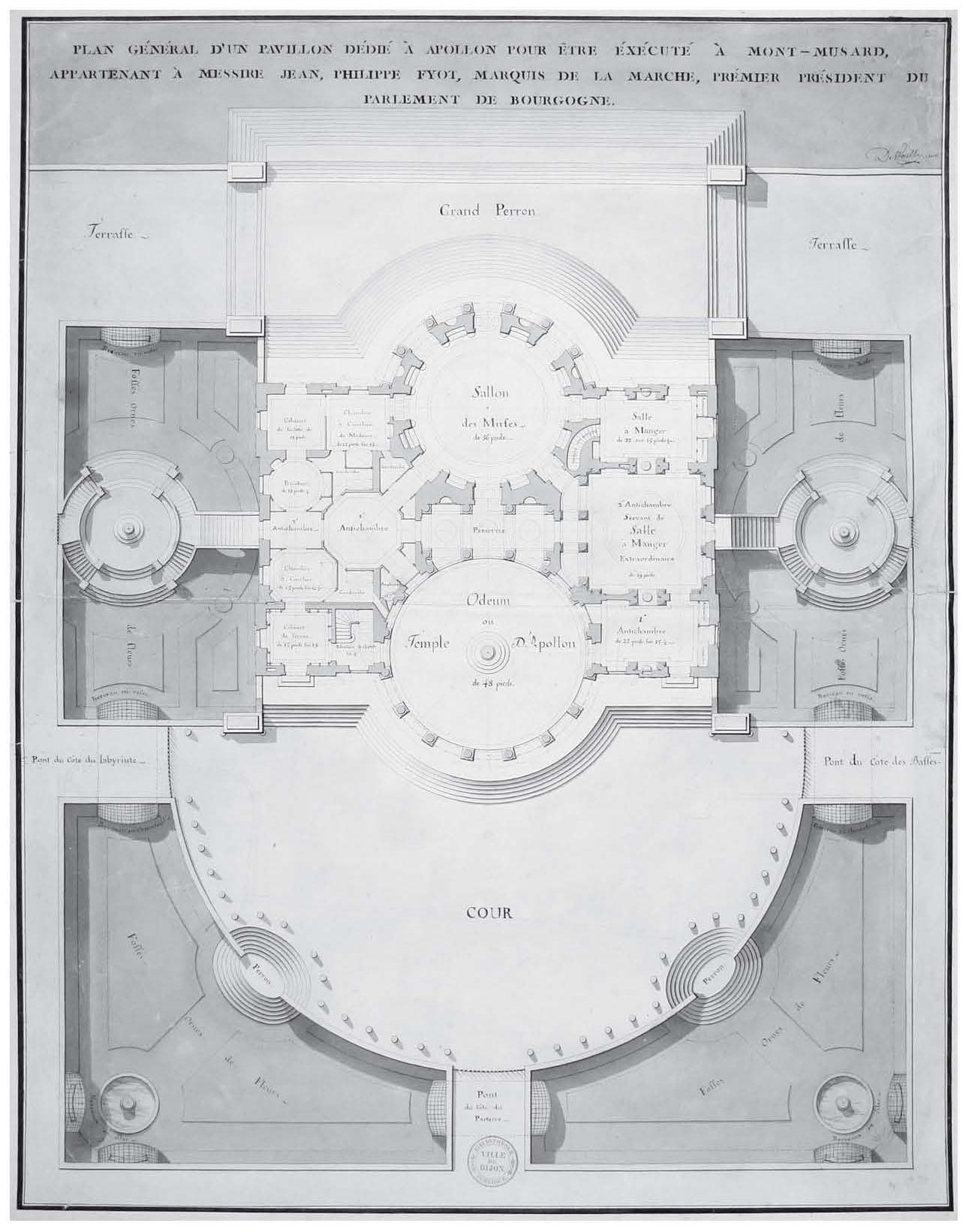
Le château en coupe et vue de dessus(rez de chaussée).
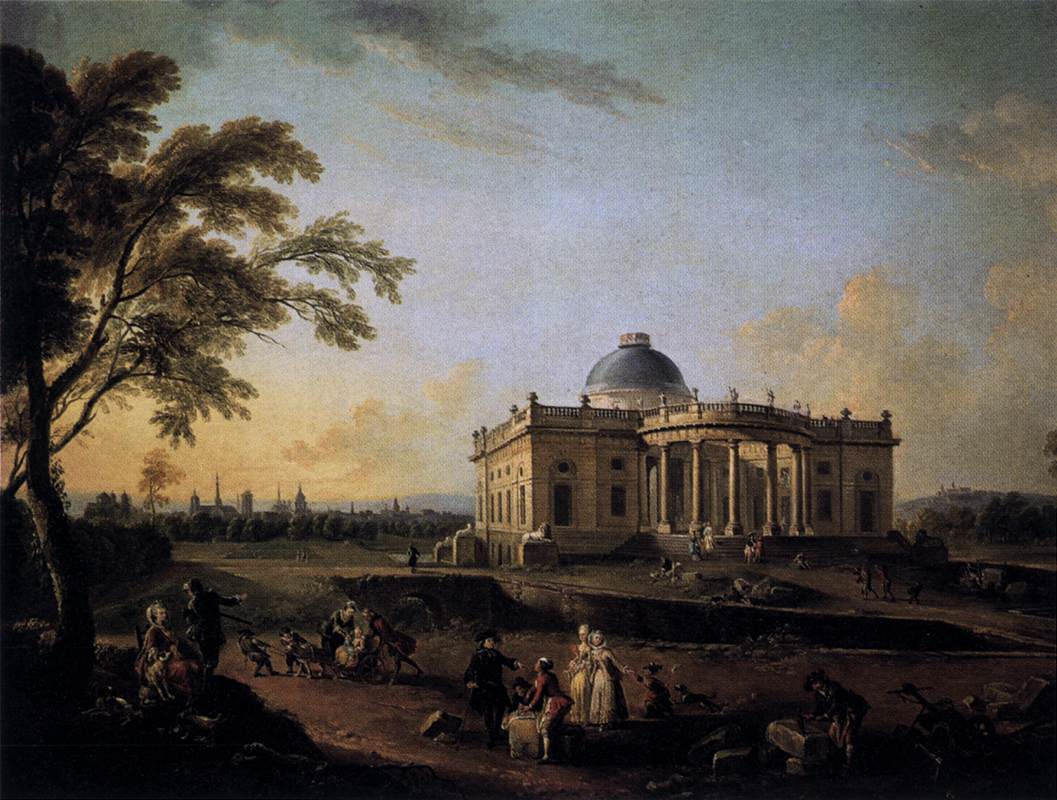
Château de Montmusard - Vue perspective (huile sur toile de Jean-Baptiste Lallemand).
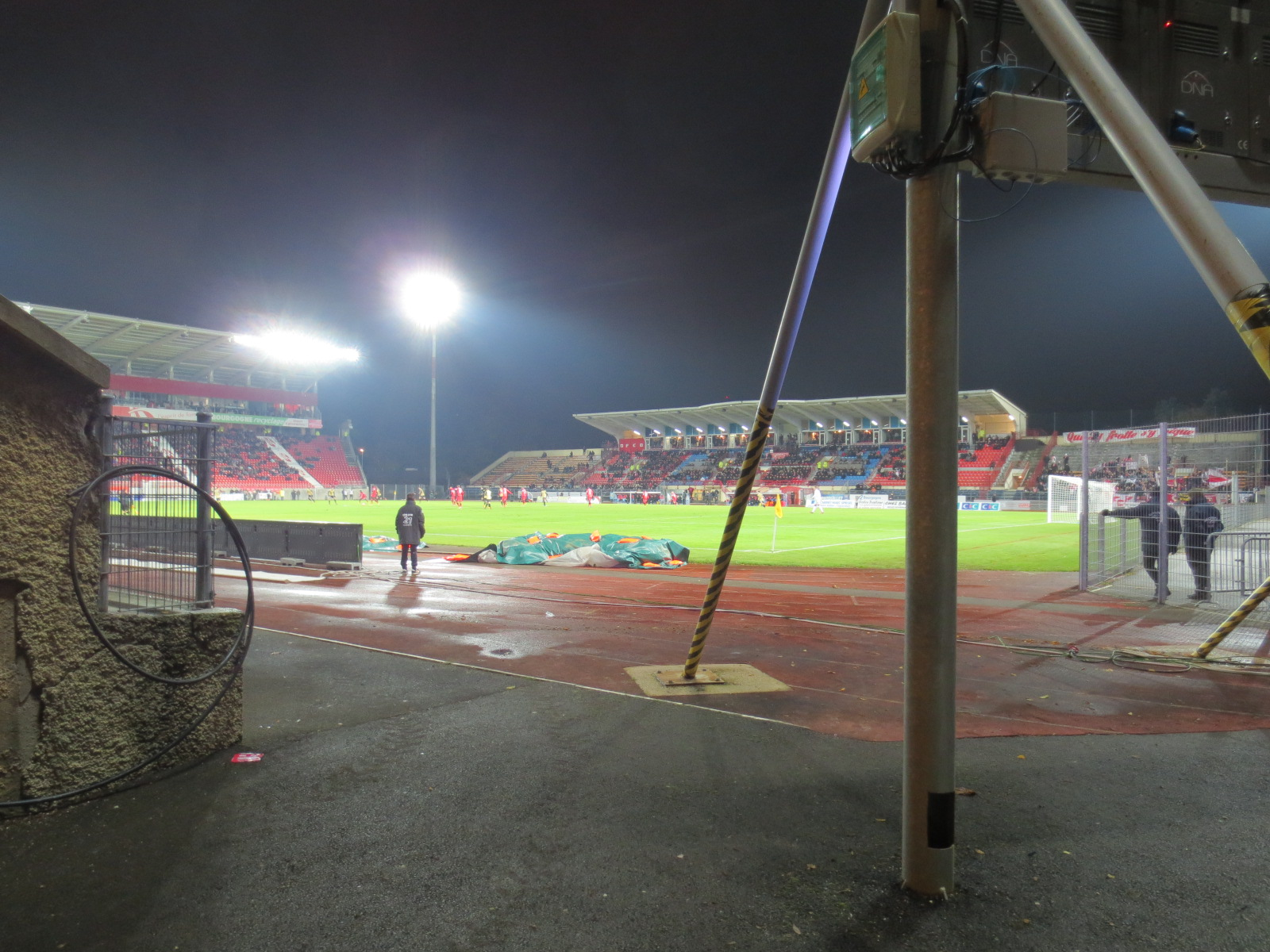
Vue sur le stade.

## Historique
L'histoire de ce quartier est tout d'abord liée à une topographie intéressante constituée de collines (Montmuzard et Grésilles) d'où jaillissaient des sources. Elle a également été influencée par le sort du grand domaine de Montmuzard (73 ha) avec sa ferme, son château et ses jardins ouverts au XVIIIe siècle aux Dijonnais. Ce vaste espace fut progressivement morcelé, notamment au XIXe siècle, afin de réaliser la ligne de chemin de fer contournant Dijon par l'Est et la gare Porte-Neuve entraînant la création de lotissements successifs et l'arrivée d'activités industrielles et artisanales. En 1934, est créé l'ensemble sportif du Parc des Sports accompagné plus tard de vastes plaines de sports. L'Hôpital militaire quant à lui sera achevé en 1942.

## Infrastructures

### Bibliothèques
- Bibliothèque Mansart
- Bibliothèque universitaire Droit - Lettres
- Bibliothèque universitaire Sciences - Sciences éco

### Cimetières
- Cimetière des Péjoces
- Cimetière intercommunal de Mirande

### Écoles
- École élémentaire Mansart
- École élémentaire Voltaire
- École maternelle Montmuzard
- École maternelle privée Saint Dominique

### Écoles supérieures et Universités
- L'Université de Bourgogne

### Hôpitaux et cliniques
- Centre Georges-François Leclerc
- CHU

### Lieux de culte
- Chapelle Sainte Jeanne-d'Arc

### Parcs et jardins
- Parc des Argentières
- Parc Hyacinthe Vincent
- Square du Creux d'Enfer
- Square du Parc des Sports
- esplanade Erasme

### Sport
- Patinoire Trimolet
- Piscine olympique
- Stade d'athlétisme Colette Besson
- Stade Gaston-Gérard
- Stade Paul Doumer
- Stade Trimolet
- Tennis couvert Voltaire
- Tennis du Parc des Sports
- Vélodrome municipal